# 산그레고리오 (칠레)
산그레고리오(스페인어: San Gregorio)는 칠레 마가야네스 이 안타르티카칠레나 주 마가야네스 현의 코무나이다.